# 森に眠る魚
『森に眠る魚』（もりにねむるさかな）は、角田光代による日本の小説。
『小説推理』（双葉社）にて、2007年11月号から2008年10月号まで連載されていた。
1999年に起きた、「お受験殺人」とも呼ばれた文京区幼女殺人事件をモチーフにしているが、本作では事件そのものではなく、閉じられた女性同士のサークル内のいがみあいに焦点を当てることで、事件に至るまでの彼女たちの感情（怒り、嫉妬、憎悪、不安、絶望、疑心など）があぶり出されていく。

## あらすじ
東京都、文教地区で育児を通じて親しくなった5人の母親たち。
「受験は子どもの意志に任せる」はずだった彼女たちは、いつ間にか受験という名の森に迷い込み、心を許し合っていたはずの5人の関係は異様なものへと変容していく。

## 登場人物
- 繁田繭子 - 開けっぴろげで飾らない性格。5人の中では一番年下。
  - 繁田祐輔 - 繭子の夫。父親の遺産の一部を頭金にし、繭子の夢だった都心のマンションを購入する。
  - 繁田怜奈 - 繭子の第一子。街で幼児モデルにスカウトされる。
- 久野容子 - 疑い深く、被害妄想気味の性格。第二子を流産してしまう。
  - 久野真一 - 容子の夫。妻の愚痴にうんざりする。
  - 久野一俊 - 容子の長男。
- 高原千花 - 美人で気立てが良い。子どもを叱らないという教育方針を持っている。
  - 高原賢 - 千花の夫。造園・エクステリアの設計事務所を経営する。
  - 高原雄太 - 千花の長男。
  - 高原桃子 - 千花の長女。
  - 茉莉 - 千花とは正反対の生き方をしてきた、千花の妹。ドイツで新鋭宝飾デザイナーとして注目を浴びる。
- 小林瞳 - 臆病で慎重で不器用で敏感すぎるところがある。ボランティアサークルに参加している。高校時代、摂食障害を患った。
  - 小林栄吉 - 瞳の夫。宗教団体の幹部で、瞳ともそこで知り合った。
  - 小林光太郎 - 瞳の長男。
  - 小林茜 - 瞳の長女。
- 江田かおり - 繭子と同じマンションの最上階のフロアの住人。繭子に衿香の服やおもちゃのお下がりをあげる。
  - 江田衿香 - かおりの長女。小学生。聞き分けの良い優等生。
  - 江田護 - かおりの夫。
  - 田山大介 - かおりが出産前まで勤めていた出版社の上司。かおりの浮気相手。
  - 橘ユリ - かおりの出版社時代の同僚。小学校受験に関して取材をする。